# Sila jezik
Sila jezik (ISO 639-3: slt), jezik naroda Sila iz Laosa i Vijetnama. Govori ga oko 2 610 ljudi na krajnjem sjeveru Laosa (1 770; 1995 popis), nešto južnije od hanijskog područja i jednoj manjoj enklavi u susjednom Vijetnamu (840; 1999 popis) u provinciji Lai Chau, sela Ban Xeo Hai, Xi Thao Chai i Nam Xin.
Jezik sila je jedamn od zasad još uvijek 3 priznata hanijska jezika, od kojih se jedan sansu [sca] smatra identičnim jeziku hlersu [hle].
Sila su etnički porijeklom iz južne Kine odakle su u ranom 9. stoljeću migrirali u sjeverni Laos, a otuda dijelom i u Vijetnam.

## Vanjske poveznice
- Ethnologue (14th)
- Ethnologue (15th)